# Beauvais
Beauvais, conocida también como Bovés en español, es una ciudad y municipio (commune) de Francia, capital (préfecture) del departamento de Oise, en la región de Alta Francia.

## Historia
Los romanos la llamaban Bratuspantium (nombre galo) o Caesaromagus («el mercado de César», nombre galorromano). Su nombre actual (que en latín post-renacentista aparece como Bellovacum) deriva de la tribu celta de los belóvacos, que hicieron de esta población su capital. En el siglo IX se convirtió en condado, que alrededor del año 1013 se incorporó a la mitra local. El obispo-conde de Beauvais tenía desde el siglo XII la dignidad de par de Francia; en la consagración de cada nuevo rey, le ofrecía el manto real de lises y —junto con el obispo-duque de Langres—, le alzaba del trono para presentarlo al pueblo.
En 1346 y 1433 Beauvais fue atacada por los ingleses. Y en 1472 el duque de Borgoña Carlos el Temerario la sometió a un nuevo asedio que pasó a la historia por el papel que en la defensa de la ciudad desempeñaron las mujeres, encabezadas por Jeanne Hachette. En honor de esta heroína se celebra cada año una procesión el 14 de octubre, fiesta de santa Angadrême, en que las mujeres tienen preferencia sobre los varones.
En 1855 se creó aquí el Institut Agricole de Beauvais (actualmente Institut Supérieur d'Agriculture de Beauvais), la escuela privada de ingenieros más antigua de Francia. 
Al inicio de la Segunda Guerra Mundial, en junio de 1940, Beauvais fue destruida en un 80% por varios días de bombardeo alemán. Muchos de sus edificios medievales y renacentistas se perdieron.

## Geografía
Beauvais dista unos 70 km de París y está situada a orillas del río Thérain, afluente del Oise. Ocupa una antigua zona pantanosa que se extiende entre la orilla izquierda del río y la línea de colinas que limitan el valle, cubiertas de bosques como el Forêt du Parc Saint-Quentin.

### Clima
Beauvais tiene un clima oceánico (clasificación climática de Köppen: Cfb). La temperatura media anual es de 9,9 °C (1961 a 1990), la insolación de media anual es de 1669 horas (1991 a 2010). Las colinas del País de Bray se brindan a la precipitación de Beauvais. La precipitación es de 669 mm en promedio por año (1981-2010), si bien es de 800 mm en promedio por año en Bray. Sin embargo, la frecuencia de las lluvias es alta. El número medio de días al año por encima de la precipitación de un 1 mm es de 116 días, o cada tercer día. La niebla es a menudo la actualidad, se estima en unos 55 días al año. El departamento se ve afectada por 41 días del año media del viento, por lo general viene desde el oeste hasta el sur.
| Parámetros climáticos promedio de Beauvais | Parámetros climáticos promedio de Beauvais | Parámetros climáticos promedio de Beauvais | Parámetros climáticos promedio de Beauvais | Parámetros climáticos promedio de Beauvais | Parámetros climáticos promedio de Beauvais | Parámetros climáticos promedio de Beauvais | Parámetros climáticos promedio de Beauvais | Parámetros climáticos promedio de Beauvais | Parámetros climáticos promedio de Beauvais | Parámetros climáticos promedio de Beauvais | Parámetros climáticos promedio de Beauvais | Parámetros climáticos promedio de Beauvais | Parámetros climáticos promedio de Beauvais |
| Mes                                        | Ene.                                       | Feb.                                       | Mar.                                       | Abr.                                       | May.                                       | Jun.                                       | Jul.                                       | Ago.                                       | Sep.                                       | Oct.                                       | Nov.                                       | Dic.                                       | Anual                                      |
| ------------------------------------------ | ------------------------------------------ | ------------------------------------------ | ------------------------------------------ | ------------------------------------------ | ------------------------------------------ | ------------------------------------------ | ------------------------------------------ | ------------------------------------------ | ------------------------------------------ | ------------------------------------------ | ------------------------------------------ | ------------------------------------------ | ------------------------------------------ |
| Temp. máx. abs. (°C)                       | 15.6                                       | 20.4                                       | 23.5                                       | 28.4                                       | 31.2                                       | 36.9                                       | 37.4                                       | 39.0                                       | 33.9                                       | 28.2                                       | 20.2                                       | 17.0                                       | 39.0                                       |
| Temp. máx. media (°C)                      | 6.3                                        | 7.3                                        | 11.1                                       | 14.3                                       | 18.2                                       | 21.2                                       | 23.9                                       | 23.9                                       | 20.3                                       | 15.5                                       | 10.1                                       | 6.6                                        | 14.9                                       |
| Temp. mín. media (°C)                      | 1.0                                        | 0.9                                        | 3.0                                        | 4.5                                        | 8.0                                        | 10.8                                       | 12.9                                       | 12.8                                       | 10.0                                       | 7.6                                        | 3.9                                        | 1.5                                        | 6.5                                        |
| Temp. mín. abs. (°C)                       | -19.7                                      | -16.8                                      | -12.1                                      | -5.4                                       | -2.2                                       | 1.2                                        | 3.6                                        | 3.9                                        | -0.5                                       | -5.0                                       | -10.9                                      | -15.7                                      | -19.7                                      |
| Precipitación total (mm)                   | 57                                         | 45                                         | 53                                         | 49                                         | 59                                         | 57                                         | 54                                         | 52                                         | 54                                         | 63                                         | 56                                         | 69                                         | 669                                        |
| Días de lluvias (≥ 1 mm)                   | 11                                         | 9                                          | 11                                         | 10                                         | 10                                         | 8                                          | 8                                          | 7                                          | 9                                          | 10                                         | 11                                         | 12                                         | 117                                        |
| Días de nevadas (≥ 1 mm)                   | 5                                          | 4                                          | 3                                          | 1                                          | 0                                          | 0                                          | 0                                          | 0                                          | 0                                          | 0                                          | 2                                          | 3                                          | 18                                         |
| Horas de sol                               | 65                                         | 77                                         | 124                                        | 171                                        | 199                                        | 212                                        | 217                                        | 210                                        | 162                                        | 112                                        | 67                                         | 53                                         | 1669                                       |
| Humedad relativa (%)                       | 89                                         | 85                                         | 82                                         | 81                                         | 76                                         | 74                                         | 74                                         | 72                                         | 81                                         | 86                                         | 88                                         | 90                                         | 81.5                                       |
| Fuente: infoclimat.fr                      |                                            |                                            |                                            |                                            |                                            |                                            |                                            |                                            |                                            |                                            |                                            |                                            |                                            |

## Transporte público
Dispone de comunicaciones por ferrocarril, autopista (A16, N31) y el aeropuerto (Paris-Beauvais-Tillé). Hay una red de autobuses urbanos que se llama Corolis.

## Demografía
| 12 449 | 12 392 | 13 | 12 798 | 13 925 | 13 082 | 14 527 | 14 216 | 14 286 | 15 364 | 13 609 | 13 541 | 16 600 | 17 525 | 18 441 | 19 382 | 19 906 | 20 300 | 20 248 | 19 841 | 19 270 | 19 387 | 18 738 | 18 869 | 23 156 | 26 756 | 33 995 | 46 777 | 54 089 | 52 365 | 54 190 | 55 392 | 55 230 |
| Para los censos de 1962 a 1999 la población legal corresponde a la población sin duplicidades (Fuente: INSEE [Consultar]) |        |    |        |        |        |        |        |        |        |        |        |        |        |        |        |        |        |        |        |        |        |        |        |        |        |        |        |        |        |        |        |        |

## Monumentos

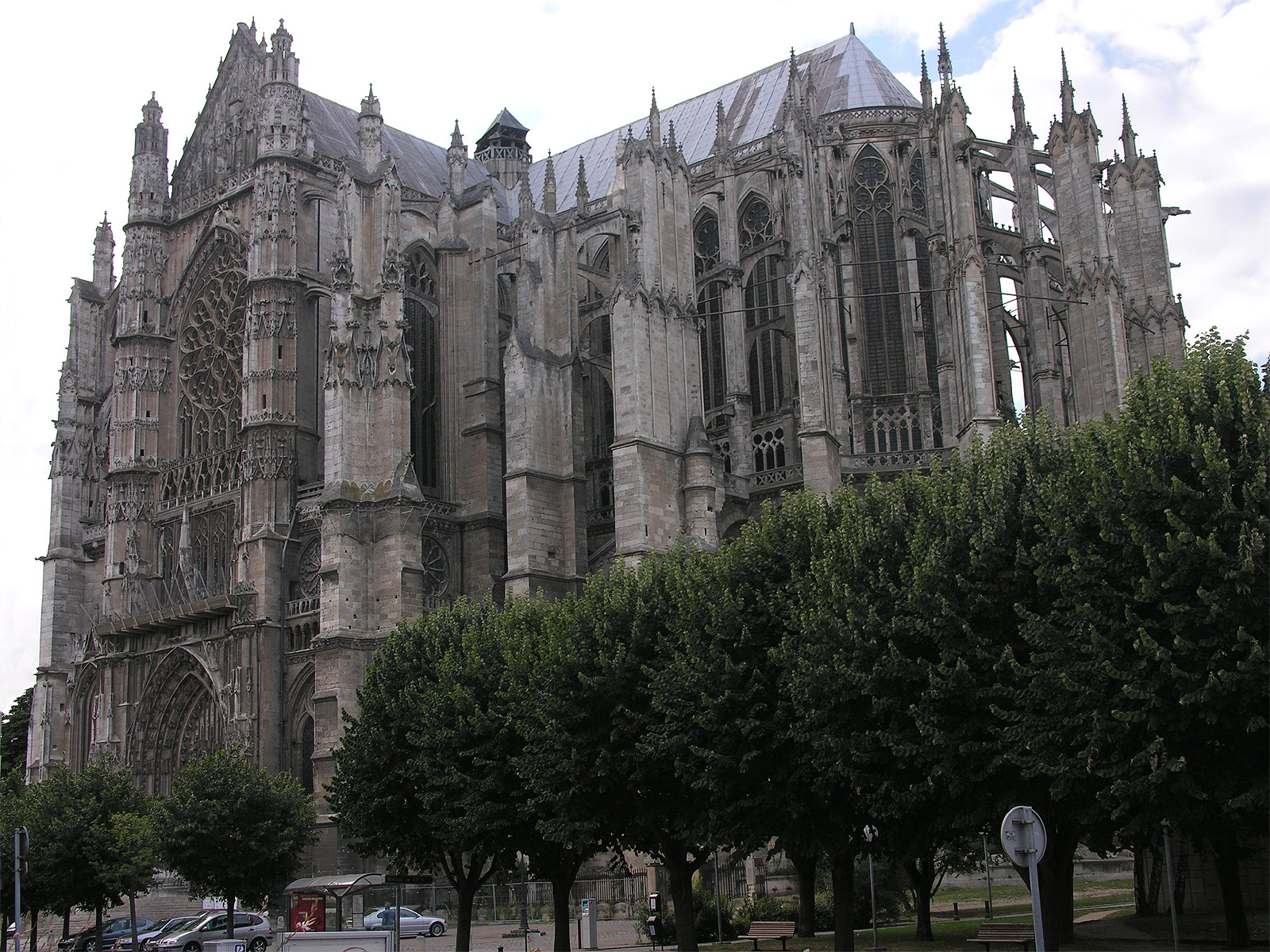
Catedral de Beauvais.

El monumento más importante de la ciudad es la Catedral de san Pedro, gótica, una de las más espectaculares de toda Francia, pese a estar inacabada. 
Fue levantada a mediados del siglo XIII (1225, inician las obras) con un plan muy ambicioso, que preveía unas dimensiones sin parangón hasta ese momento: las bóvedas de la nave mayor rozarían los 50 metros de altura. Tan descomunal era el plan que, iniciada la obra por el ábside, no pasó del nivel del crucero por las dificultades técnicas y las constantes amenazas de derrumbe. Hoy en día se conserva la cabecera íntegra, suficiente para hacernos una idea de la grandiosidad que hubiera tenido el edificio terminado. Es muy hermoso a la vez que un alarde técnico el sistema de apoyos de la nave central, al exterior, y en el interior, la verticalidad y ligereza de la arquitectura, paradigma perfecto del Gótico.

## Economía
Según el censo de población de 1999, la distribución de la población activa por sectores era:
| agricultura | industria | construcción | servicios |
| ----------- | --------- | ------------ | --------- |
| 0,2%        | 12,9%     | 1,0%         | 86,0%     |

## Hermanamientos
- Witten (Alemania)
- Setúbal (Portugal)
- Maidstone (Reino Unido)